# Pú Đao
Pú Đao là một xã thuộc huyện Nậm Nhùn, tỉnh Lai Châu, Việt Nam.
Xã Pú Đao có diện tích 86,74 km², dân số năm 2012 là 1033 người, mật độ dân số đạt 12 người/km².